# Saint-Merd-la-Breuille
Saint-Merd-la-Breuille település Franciaországban, Creuse megyében. Lakosainak száma 195 fő (2022. január 1.). Saint-Merd-la-Breuille Eygurande, Feyt, Laroche-près-Feyt, Flayat, Saint-Oradoux-de-Chirouze, Giat és Verneugheol községekkel határos.

## Népesség
A település népessége az elmúlt években az alábbi módon változott:
| Lakosok száma | 416  | 271  | 238  | 215  | 190  | 187  | 191  | 193  | 192  | 195  |
|               | 1968 | 1982 | 1990 | 2006 | 2013 | 2015 | 2017 | 2019 | 2020 | 2022 |